# Pierre de Bané
Pierre de Bané, né le 2 août 1938 et mort le 9 janvier 2019, est un homme politique canadien. Il est la première personne d'ascendance arabe à être élue à la Chambre des communes du Canada : il fut élu dans la circonscription de Matane, qui est devenue par la suite Matapédia—Matane. Il est également un ancien membre du Cabinet du Canada.

## Biographie

### Jeunesse et études
De Bané est né à Haïfa, en Palestine mandataire (aujourd'hui Israël), de parents libanais. La famille immigre au Canada en 1947 pour échapper à la guerre imminente et s'établit au Québec. Pierre de Bané a étudié en droit et devint par la suite avocat avant de se lancer en politique active.

### Carrière politique
Il est d'abord élu à la Chambre des communes du Canada lors de l'élection générale de 1968 et siégea comme député pendant seize ans.
En 1978, le premier ministre Pierre Trudeau nomme Pierre de Bané au conseil des ministres, à titre de ministre des Approvisionnements et des Services. Il se retrouve sur les banquettes de l'opposition lorsque les libéraux sont défaits lors de l'élection de 1979, mais est de nouveau nommé au conseil des ministres à titre de ministre de l'Expansion économique régionale lorsque les libéraux reviennent au pouvoir en 1980.
En 1982, de Bané devient ministre d'État pour les Relations externes et, huit mois plus tard, devient ministre des Pêches et océans. Pierre de Bané sera nommé au Sénat par Trudeau quelques jours seulement avant son départ à la retraite.
Pierre de Bané demeure actif au niveau politique, il s'implique notamment au sein de nombreux comités du Sénat, particulièrement ceux traitant des pêches, des affaires étrangères, et des affaires légales ; il est également actif dans la vie publique sur la question des réfugiés palestiniens.
Pierre de Bané, dont la santé était chancelante fait un retour un peu plus actif sur la tribune politique publique. Il effectua sa première sortie publique en janvier 2006 pour appuyer le candidat libéral Kim Leclerc dans le comté de Haute-Gaspésie—La Métis—Matane—Matapédia. De Bané a affirmé qu'il voyait ce dernier comme le nouveau défenseur du comté. De façon plus notable, Pierre de Bané a décidé d'appuyer Bob Rae dans l'actuel course à la direction du Parti libéral.

## Archives
Il y a un fonds Pierre de Bané à Bibliothèque et Archives Canada. 